# Papier hollande
Pour les articles homonymes, voir Hollande.
Le hollande ou papier hollande est un papier de luxe fort et vergé.
Notamment utilisé pour certaines éditions à tirage limité (comme un grand papier), il est composé de pâte chimique de bois et d'un peu de pâte de chiffon. Il tient son nom de son lieu de production d'origine, aux Pays-Bas, où il était autrefois produit à partir de chiffons, de chanvre, de coton et de lin non fermenté.